# Galería OMR
OMR es una galería de arte contemporáneo localizada en la Ciudad de México. Fue fundada en 1983 por Patricia Ortiz Monasterio y Jaime Riestra, y desde enero de 2016 es dirigida por su hijo, Cristóbal Riestra.
La galería representa la obra de artistas activos emergentes y establecidos dentro de la escena nacional e internacional del arte contemporáneo, así como de los fallecidos Adolfo Riestra y Alberto Gironella.

## Ubicación
Desde 1983 hasta diciembre de 2015, OMR se ubicó en un caserío de principios del siglo XX en la Plaza Río de Janeiro 54, en la colonia Roma de la Ciudad de México.
En 2009, la galería abrió un espacio de proyectos en el edificio de arquitectura funcionalista anexo, con el propósito de generar una plataforma nueva para propuestas de artistas jóvenes y obras de mayor formato. A este espacio se le llamó el52, por encontrarse en el número 52 de la Plaza Río de Janeiro. 
En enero de 2016, OMR se mudó a un nuevo espacio dentro de la colonia Roma, ubicado en la calle de Córdoba 100, como parte de un proyecto de renovación, durante el cual Cristóbal Riestra asumió oficialmente la dirección de la galería.

## Arquitectura
El edificio en donde se encuentra la galería OMR fue construcción brutalista que consistía en un gran espacio con una cubierta de concreto apoyada sobre cuatro columnas del mismo material, que enmarcaban un tragaluz como la fuente de luz de la sala y el piso estaba conformado por diferentes niveles.
La nueva propuesta a cargo de los arquitectos José Arnaud-Bello, Matero Riestra y Max von Werz consistió en conservar el diseño original lo más posible. Los cambios que se realizaron fue la nivelación del piso, se colocó una estructura para cubrir los muros del espacio y así poder colgar piezas desde cualquier punto en un espacio de 5.50 metros de altura. Se añadió un patio en la entrada, una bodega, una recepción y un jardín con barra en la parte posterior del edificio. Se añadió una extensión en la parte superior lo que permitió crear otros espacios como oficinas, biblioteca, terraza, entre otros.

## Exposiciones (a partir de 2011)
2016
- Jorge Méndez Blake: View of Southwest Window

2015
- Plaza Río de Janeiro 54 (1983-2015)
- Maruch Santíz Gómez: Creencias II
- La vorágine
- Gabriel de la Mora: (F)

2014
- Artur Lescher: The nostalgia of the engineer
- Torolab: La granja
- Julieta Aranda: If a body meet a body
- Summer show
- Theo Michael: Reptile Dialectics
- Daniel Silver: Roundabout Mouth
- Jose Dávila: Estado de reposo
- James Turrell: Double Stuck, 1970
- Pia Camil: Entre cortinas: abre, jala, corre

2013
- Pablo Rasgado: Ojo por diente
- Ryan Brown: The Sun is a Hole
- Félix Curto: Western Stories
- Troika: The Far Side of Reason
- Iñaki Bonillas: La lluvia llegó al final
- David Moreno: Resonancia y silencio
- Sofía Borges: Reincidencia y paradigma

2012
- Footnotes on Candida Höfer
- Rubén Ortiz Torres: Retrospectiva en un minuto
- Jorge Méndez Blake: Ceboruco
- Rafael Lozano-Hemmer: X no es la nueva Y

2011
- The Space Between Now and Then
- Artur Lescher: Metamétrico
- Theo Michael: Scholars in Space
- Alberto García Alix: Un horizonte falso
- Arturo Vega: Lie Cheat Steal
- Gabriel de la Mora: Originalmente Falso
- Julieta Aranda: In search of lost time
- José Arnaud-Bello: De paredes y montañas
- Kolkoz: Le Rêve Paradoxal

## Ferias
Entre las ferias en las que OMR participa anualmente se encuentran Zona MACO, en la Ciudad de México; Art Basel, en Basilea, Suiza; Art Basel Miami Beach, en Estados Unidos, Art Basel Hong Kong, en China y ARTBO, en Bogotá, Colombia.